# Francisco Carvajal
Francisco Sebastián Carvajal y Gual (Campeche, 9 de Dezembro de 1870 - Cidade do México, 20 de Setembro de 1932) foi um político mexicano que foi presidente do México durante um mês em 1914. Sendo ministro de relações exteriores do governo de Victoriano Huerta, assumiu a presidência após a demissão deste último. Durante o seu curto mandato assinou os tratados de Tecoloyucan pelos quais o Exército Constitucionalista liderado por Venustiano Carranza assumia o controlo da Cidade do México.